# Clava Cairn

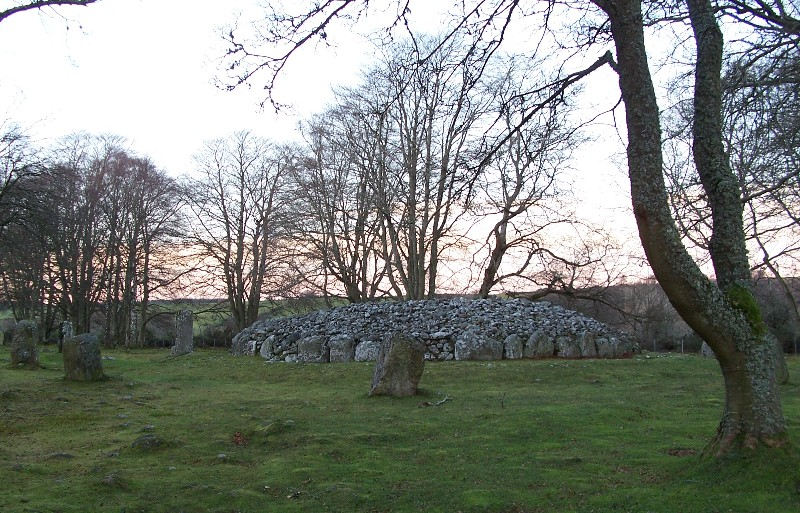
De zuidwestelijke cairn van Balnuaran of Clava vanaf het noordwesten in 2006.

Een Clava cairn is een bepaald type graf (cairn) uit het einde van het neolithicum en het begin van de bronstijd, dat vooral te vinden is rondom Inverness in Schotland. Het betreffen ronde, stenen graven. Ze worden onderscheiden in twee types; ganggraven en ringgraven. De naam Clava cairn is afkomstig van het grafveld Balnuaran of Clava, alwaar een drietal van deze graven te vinden is op de coördinaten 57° 28′ 7″ NB, 4° 4′ 54″ WL.
Balnuaran of Clava wordt meestal gezamenlijk beschreven met het nabijgelegen Milton of Clava, dat iets verder naar het zuidwesten ligt. Deze twee grafvelden liggen langs de rivier Nairn, ongeveer tien kilometer ten oosten van Inverness en vlak bij het slagveld van Culloden. De naam Clava Cairns wordt ook wel synoniem gebruikt met Balnuaran of Clava.

## Balnuaran of Clava

### Geschiedenis

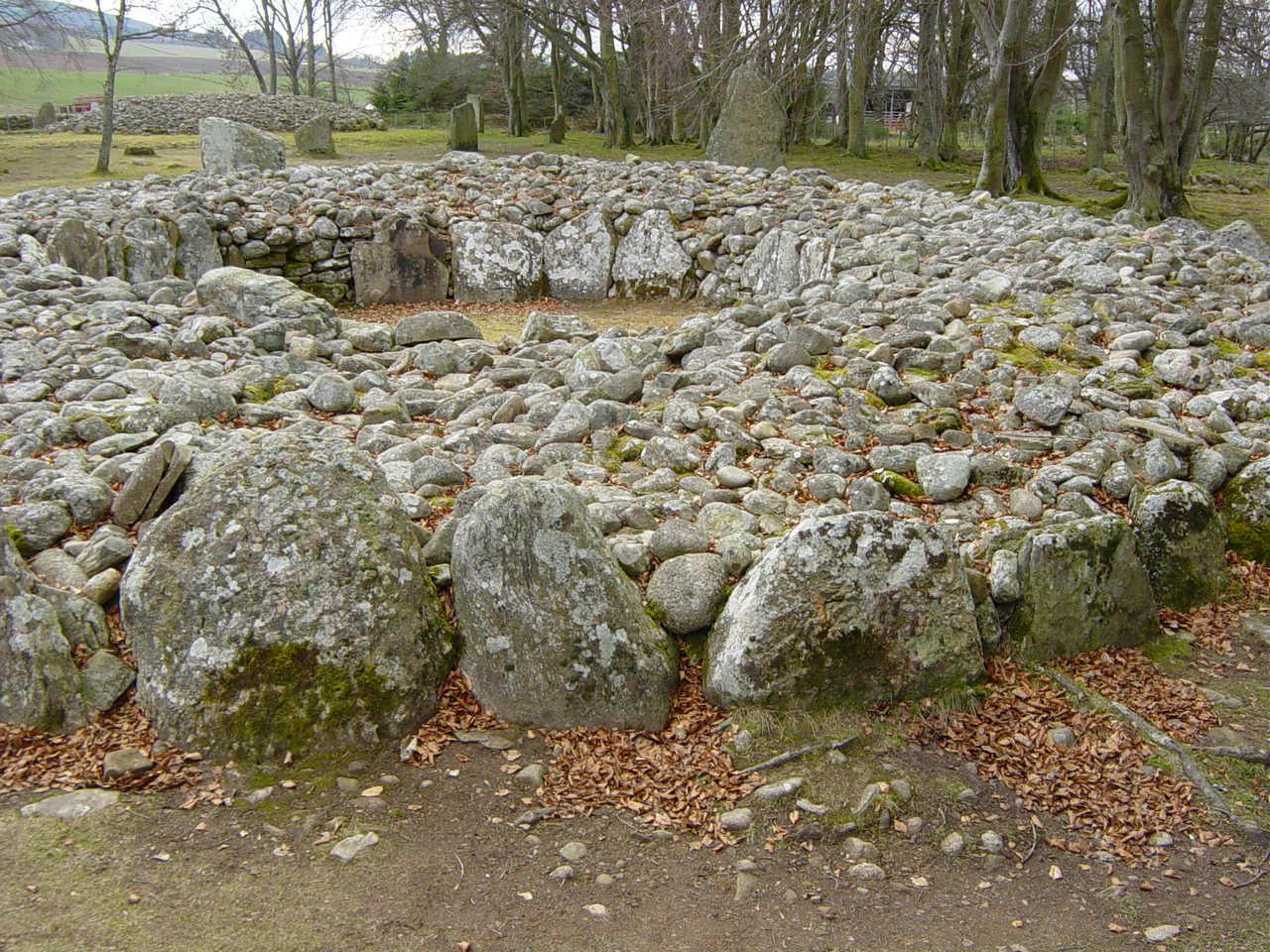
Het middelste graf van Balnuaran of Clava dat geen ingang heeft.

Het complex is tussen 2300 en 2000 v. Chr. ontstaan op een plaats die tot dan toe gebruikt werd voor landbouw. In die tijd werden vijf graven, oftewel cairns, gebouwd, waarvan er in de eenentwintigste eeuw nog drie te bezichtigen zijn; twee ganggraven en één ringgraf. Deze drie graven gelden als de standaard voor het graftype Clava cairn. Rond 1000 v. Chr. is het grafveld opnieuw gebruikt. De oude graven werden herbruikt en er zijn nieuwe cairns aan toegevoegd.

### Noordoostelijke cairn
Dit betreft een rond, stenen ganggraf met een diameter van ongeveer zeventien meter. De muren zijn ruim vijf meter dik, met in het centrum een kleine ronde ruimte. Aan de zuidwestelijke zijde is er een smalle gang die toegang biedt aan het graf. Deze ingang is georiënteerd op de midwinter zonnewende.
De muren zijn gevormd door aan de buitenzijde en binnenzijde van de muur grote stenen, zogenaamde kerbs, rechtop te zetten. De ruimte tussen deze stenen is vervolgens opgevuld met kleinere stenen. De kerbs zijn van verschillende steensoorten, waarvan de kleuren verschillen tussen rood, wit en zwart. Dit lijkt bewust gedaan; in het zuidwesten zijn er met name rode stenen en in het noordoosten vooral witte stenen. Enkele kerbs zijn versierd met cupmarks. Dit zijn kleine ronde gaatjes die in de steen uitgehouwen zijn. Het graf is in de eenentwintigste eeuw open aan de bovenzijde, maar in het verleden was er waarschijnlijk een dak op, waardoor het een grafheuvel werd.
Om het graf staat een steencirkel van twaalf stenen met een diameter van 35 meter. Eén steen is verloren gegaan.

### Middelste cairn

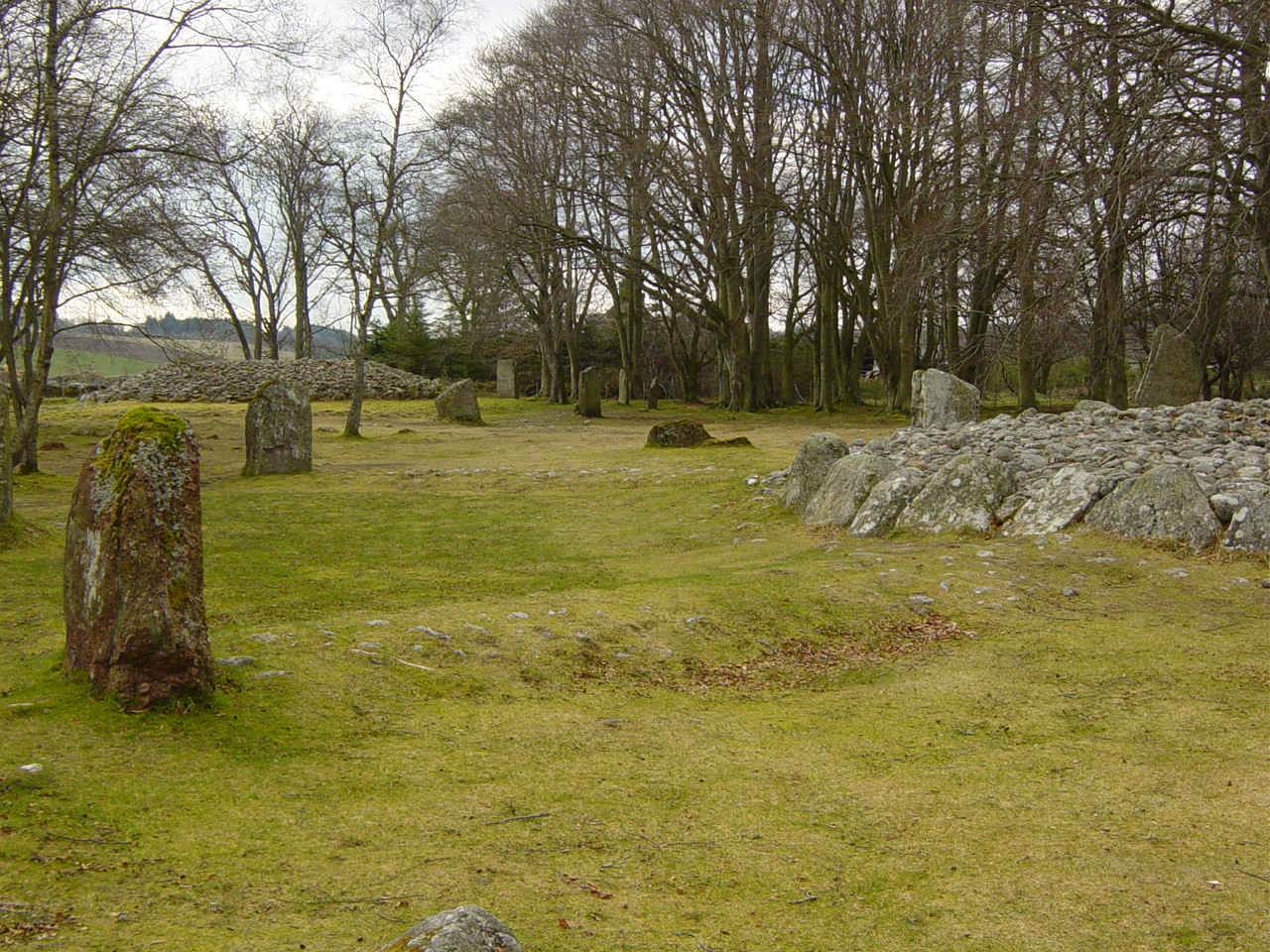
Het middelste graf van Balnuaran of Clava met een pad vanaf het graf naar een van de stenen rondom het graf.

Dit ringgraf is vergelijkbaar met het noordoostelijke graf opgebouwd; twee cirkels met rechtopgezette stenen, met de ruimte ertussen opgevuld met kleinere stenen. Het graf heeft eigenlijk de vorm van een ellips met een diameter op de breedste plaats van achttien en op de smalste plaats van zestien meter. In tegenstelling tot de andere twee Clava cairns heeft dit graf geen toegang; de muur is een ondoorbroken cirkel. Men neemt aan dat dit graf vermoedelijk niet overdekt is geweest. Ook hier zijn de kerbs van verschillende kleuren. De hoogste stenen staan aan de zuidwestelijke zijde van het graf, net zoals bij de andere twee Clava cairns. In het centrum zijn er tekenen van brand gevonden. Eveneens zijn er resten van menselijk bot gevonden in het centrum. Het is dus goed mogelijk dat deze plek gebruikt werd voor crematies.
Om het graf bevindt zich een steencirkel met een diameter van 32 meter. Opvallend is dat vier van deze stenen via een soort pad van platliggende stenen met het graf verbonden zijn. Deze liggende stenen zijn in de loop van de tijd onder het zand en gras komen te liggen, maar de paden zijn te herkennen doordat de grond op die plaatsen hoger is.

### Zuidwestelijke cairn

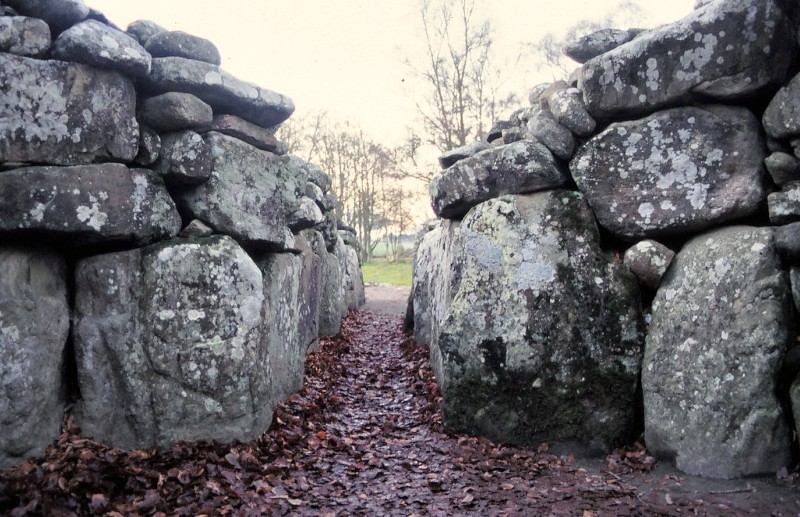
De ingang van het noordoostelijke graf van Balnuaran of Clava van binnenuit.

Dit ganggraf is hetzelfde opgebouwd als het noordoostelijke graf; het bestaat uit een rond ganggraf met een toegang op het zuidwesten. De diameter is zestien meter. Ook hier is de toegang georiënteerd op de midwinter zonnewende en bestaat de muur uit twee rijen van kerbs met kleinere stenen ertussen. Enkele kerbs zijn versierd met cup marks. Het lijkt erop dat sommige stenen al versierd waren voordat ze in dit graf verwerkt werden. Mogelijk komen de stenen dus uit een eerder bouwwerk vandaan.
Een steencirkel van oorspronkelijk twaalf stenen staat om dit graf en heeft een diameter van 32 meter. Enkele stenen zijn in de negentiende eeuw opnieuw overeind gezet en er ontbreekt één steen.

### Kerb cairn
Dit graf werd rond 1000 v. Chr. toegevoegd aan het grafveld. Het bevindt zich ongeveer tussen het middelste en het zuidwestelijke graf (bijna precies ten westen van de middelste graf). Dit graf is slechts gedeeltelijk bewaard gebleven. Het bestaat in de eenentwintigste eeuw nog uit een cirkel met een diameter van vier meter, gevormd door vijftien kerbs. Dit graf is een graf dat niet tot het type Clava cairn behoort.

### Beheer
Balnuaran of Clava wordt beheerd door Historic Scotland.

## Milton of Clava
Dit grafveld is veel minder goed bewaard gebleven in vergelijking tot Balnuaran of Clava. Er zijn resten te vinden van enkele cairns. Ook is er een fundament van een middeleeuwse kapel.

## Plaatsen met Clava cairns
- Aviemore
- Cairnwell

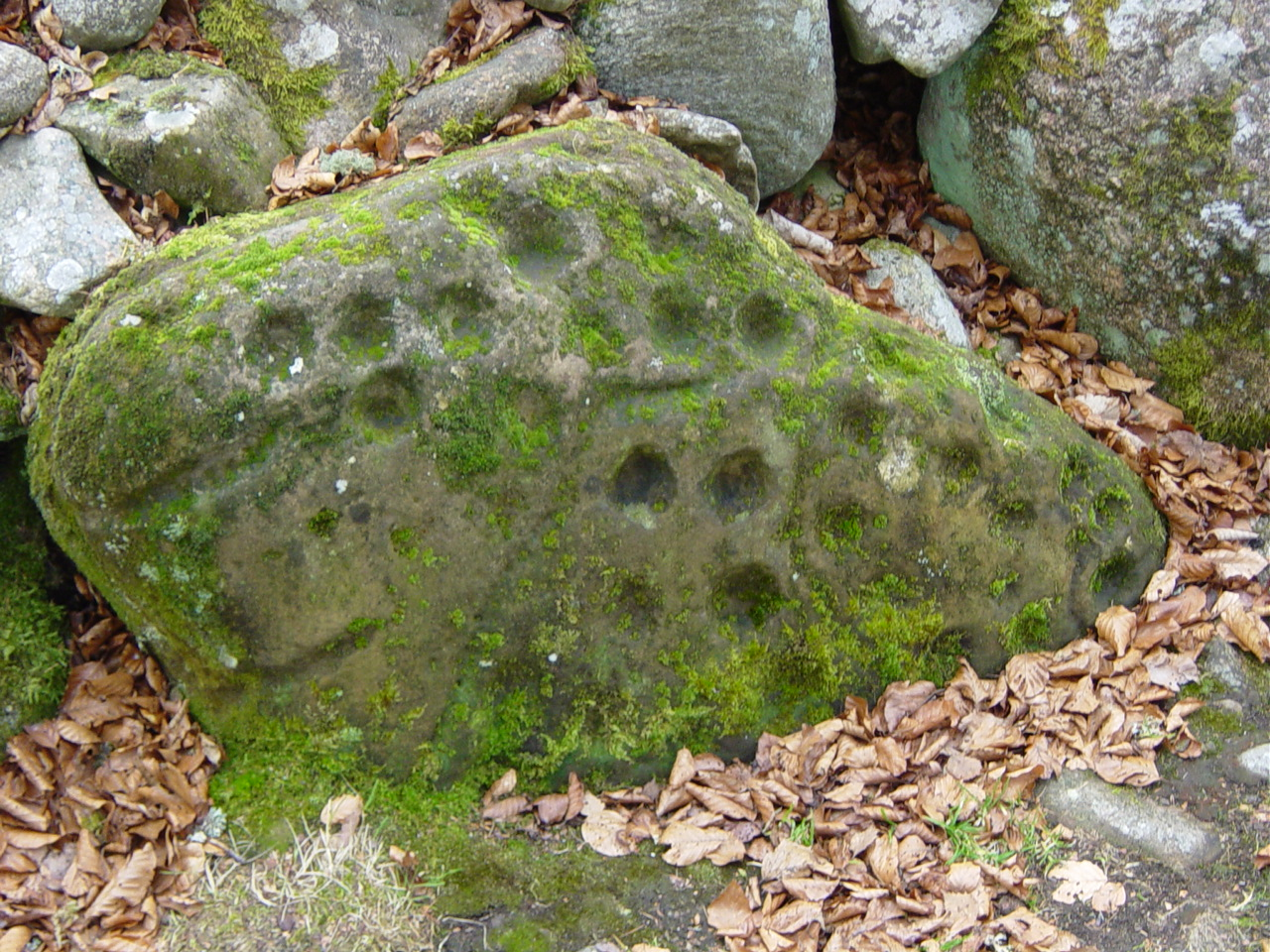
Cup marks op een van de stenen van de graven van Balnuaran of Clava.

- Corrimony; Corrimony Chambered Cairn
- Daviot; Loanhead Stone Circle
- Delfour
- Gask
- Newton of Petty
- Tordarroch
- Upper Lagmore